# Bilan par saison du Football Club de Grenoble rugby
Cette page présente le bilan par saison du Football club de Grenoble rugby, en championnat et lors des coupes nationales et européennes.
Le Football Club de Grenoble rugby (FCG) est champion de France en 1954 et vice-champion en 1918 et en 1993 notamment lors d'une finale polémique en se voyant priver d'un titre de champion de France à la suite d'une erreur d'arbitrage,. Il remporte également le Challenge Yves du Manoir en 1987 et en est finaliste en 1969, 1986 et 1990.    
Il s'est également qualifié 12 fois pour des compétitions européennes, sa meilleurs performance étant une demi-finale de Challenge Européen en 2016, perdu face aux Harlequins.

## Championnat de France
| Saison    | Division                         | MJ   | V    | N   | D   | PP      | PC      | Diff.    | Pts    | Class.                                      | Playoff                   | Adversaire final      | Score           | Champion de la division | Note                                                                   |
| --------- | -------------------------------- | ---- | ---- | --- | --- | ------- | ------- | -------- | ------ | ------------------------------------------- | ------------------------- | --------------------- | --------------- | ----------------------- | ---------------------------------------------------------------------- |
| 1917 - 18 | Coupe de l'Espérance             |      |      |     |     |         |         |          |        |                                             | Finale                    | Racing CF             | 9 - 22          | Racing CF               | 1re finale                                                             |
| 1950 - 51 | Championnat de France Excellence |      |      |     |     |         |         |          |        |                                             | Champion                  | La Voulte sportif     | 9 - 0           | FC Grenoble             | Promotion en Championnat de France                                     |
| 1953 - 54 | Championnat de France            |      |      |     |     |         |         |          |        | 4e de la Poule E                            | Champion                  | US Cognac             | 5 - 3           | FC Grenoble             | 2e finale                                                              |
| 1969 - 70 | Groupe A                         | 14   | 7    | 1   | 6   | 148     | 94      | +54      | 29     | 4e de la Poule 6                            | Demi-finale               | AS Montferrand        | 3 - 11          | La Voulte sportif       |                                                                        |
| 1970 - 71 | Groupe A                         | 14   | 9    | 2   | 3   | 165     | 107     | +58      | 34     | 2e de la Poule 4                            | 16e de finale             | US Montauban          | 6 - 12          | AS Béziers              |                                                                        |
| 1971 - 72 | Groupe A                         | 14   | 7    | 1   | 6   | 162     | 114     | +48      | 29     | 4e de la Poule 2                            | 16e de finale             | SU Agen               | 9 - 10          | AS Béziers              |                                                                        |
| 1972 - 73 | Groupe A                         | 14   | 7    | 0   | 7   | 201     | 146     | +55      | 28     | 2e de la Poule 5                            | 16e de finale             | SC Graulhet           | 4 - 12          | Stadoceste tarbais      |                                                                        |
| 1973 - 74 | Groupe A                         | 14   | 2    | 0   | 12  | 84      | 248     | -164     | 18     | 8e de la Poule 4                            | Non qualifié              | -                     | -               | AS Béziers              |                                                                        |
| 1974 - 75 | Groupe A                         | 14   | 2    | 0   | 12  | 100     | 352     | -252     | 18     | 8e de la Poule 2                            | Relégué                   | -                     | -               | AS Béziers              | Relégation en Groupe B                                                 |
| 1975 - 76 | Groupe B                         | 14   | 6    | 2   | 6   |         |         |          | 28     | 3e de la Poule 5                            | N/A                       | -                     | -               |                         |                                                                        |
| 1976 - 77 | Groupe B                         | 14   | 7    | 0   | 7   | 142     | 172     | -30      | 28     | 5e de la Poule 5                            | N/A                       | -                     | -               |                         |                                                                        |
| 1977 - 78 | Groupe B                         | 14   | 6    | 1   | 7   | 170     | 179     | -9       | 27     | 4e de la Poule 4                            | N/A                       | -                     | -               |                         |                                                                        |
| 1978 - 79 | Groupe B                         | 18   | 15   | 1   | 2   |         |         |          | 49     | 1er de la Poule 5                           | 8e de finale              | SC Graulhet           | 10 - 16         | RC Narbonne             | Promotion en Groupe A                                                  |
| 1979 - 80 | Groupe A                         | 18   | 9    | 0   | 9   | 239     | 239     | 0        | 36     | 5e de la Poule 1                            | 16e de finale             | AS Montferrand        | 3 - 10          | AS Béziers              |                                                                        |
| 1980 - 81 | Groupe A                         | 18   | 13   | 0   | 5   | 367     | 190     | +197     | 40     | 1rede la Poule 4 et premier national        | 16e de finale             | Stade aurillacois     | 6 - 12          | AS Béziers              |                                                                        |
| 1981 - 82 | Groupe A                         | 18   | 13   | 0   | 5   | 326     | 163     | +163     | 44     | 1er de la Poule 2                           | Demi-finale               | Aviron bayonnais      | 3 - 20          | Aviron bayonnais        |                                                                        |
| 1982 - 83 | Groupe A                         | 18   | 13   | 0   | 5   | 353     | 208     | +145     | 44     | 1er de la Poule 3                           | 8e de finale              | FC Lourdes            | 10 - 15 12 - 31 | AS Béziers              |                                                                        |
| 1983 - 84 | Groupe A                         | 14   | 9    | 1   | 4   | 196     | 120     | +76      | 33     | 2e de la Poule 2                            | Quart de finale           | AS Montferrand        | 6 - 12          | AS Béziers              |                                                                        |
| 1984 - 85 | Groupe A                         | 18   | 7    | 3   | 8   | 220     | 222     | -2       | 35     | 5e de la Poule 3                            | 8e de finale              | SU Agen               | 16 - 27 9 - 9   | Stade toulousain        |                                                                        |
| 1985 - 86 | Groupe A                         | 18   | 8    | 1   | 9   | 231     | 223     | +8       | 35     | 6e de la Poule 4                            | 8e de finale              | Biarritz olympique    | 9 - 0 9 - 19    | Stade toulousain        |                                                                        |
| 1986 - 87 | Groupe A                         | 18   | 9    | 2   | 7   | 323     | 223     | +100     | 38     | 6e de la Poule 1                            | Non qualifié              | -                     | -               | RC Toulon               |                                                                        |
| 1987 - 88 | Groupe A                         | 14   | 8    | 2   | 4   | 254     | 162     | +92      | 32     | 3e de la Poule 1                            | 8e de finale              | SU Agen               | 6 - 3 10 - 14   | SU Agen                 |                                                                        |
| 1988 - 89 | Groupe A                         | 14   | 12   | 0   | 2   | 346     | 133     | +213     | 38     | 1er de la Poule 4 et premier national       | Quart de finale           | RC Narbonne           | 13 - 24         | Stade toulousain        |                                                                        |
| 1989 - 90 | Groupe A                         | 14   | 11   | 0   | 3   | 409     | 163     | +246     | 36     | 2e de la Poule 1                            | Quart de finale,          | Racing CF             | 21 - 27         | Racing CF               |                                                                        |
| 1990 - 91 | Groupe A                         | 14   | 8    | 2   | 4   | 282     | 128     | +154     | 32     | 4e de la Poule 2                            | Non qualifié              | -                     | -               | CA Bègles-Bordeaux      |                                                                        |
| 1991 - 92 | Groupe A                         | 18   | 11   | 2   | 5   | 337     | 227     | +110     | 42     | 3e de la Poule 1                            | Demi-finale               | Biarritz olympique    | 9 - 13          | RC Toulon               |                                                                        |
| 1992 - 93 | Groupe A                         | 14 6 | 9 5  | 1 0 | 4 1 | 293 172 | 223 75  | +70 97   | 33 16  | 2e de la Poule 3 1er de la Poule 3 (Top 16) | Finale                    | Castres olympique     | 11 - 14         | Castres olympique       | 3e finale Privé du titre de champion à la suite d'erreurs d'arbitrage, |
| 1993 - 94 | Groupe A                         | 14 6 | 9 4  | 0 0 | 5 2 | 409 105 | 286 91  | +123 +14 | 32 14  | 3e de la Poule 2 1er de la Poule 2 (Top 16) | Demi-finale               | AS Montferrand        | 15 - 22         | Stade toulousain        |                                                                        |
| 1994 - 95 | Groupe A                         | 14 6 | 9 1  | 1 1 | 4 4 | 326 63  | 204 117 | +122 -54 | 33 9   | 1er de la Poule 4 4e de la Poule 4 (Top 16) | Non qualifié              | -                     | -               | Stade toulousain        |                                                                        |
| 1995 - 96 | Groupe A1                        | 18   | 11   | 1   | 6   | 323     | 321     | +2       | 41     | 2e de la Poule 1                            | 8e de finale              | US Dax                | 14 - 28         | Stade toulousain        |                                                                        |
| 1996 - 97 | Division 1                       | 18   | 7    | 0   | 11  | 345     | 441     | -96      | 32     | 7e de la Poule 1                            | 8e de finale              | SU Agen               | 27 - 27 1       | Stade toulousain        |                                                                        |
| 1997 - 98 | Division 1                       | 18   | 2    | 1   | 15  | 264     | 513     | -249     | 23     | 9e de la Poule 2                            | Non qualifié              | -                     | -               | Stade français CASG     |                                                                        |
| 1998 - 99 | Elite 1                          | 14 6 | 8 3  | 0 0 | 6 3 | 285 145 | 304 167 | -19 -22  | 30 12  | 4e de la Poule 3 2e de la Poule 4 (Top 16)  | Demi-finale               | AS Montferrand        | 17 - 26         | Stade toulousain        |                                                                        |
| 1999 - 00 | Elite 1                          | 22   | 10   | 1   | 11  | 462     | 528     | -66      | 43     | 9e de la Poule 1                            | Non qualifié              | -                     | -               | Stade français CASG     |                                                                        |
| 2000 - 01 | Division 1                       | 20   | 9    | 0   | 11  | 428     | 479     | -51      | 38     | 8e de la Poule 2                            | Relégué                   | -                     | -               | Stade toulousain        | Relégation en Pro D2 2                                                 |
| 2001 - 02 | Pro D2                           | 30   | 24   | 1   | 5   | 892     | 500     | +392     | 79     | 2e                                          | N/A                       | -                     | -               | Stade montois           | Promotion en Top 16 3                                                  |
| 2002 - 03 | Top 16                           | 14 6 | 7 1  | 0 0 | 7 5 | 305 127 | 266 187 | +39 -60  | 28 8   | 4e de la Poule 1' 4e de la Poule 1 (Top 8)  | Non qualifié              | -                     | -               | Stade français Paris    |                                                                        |
| 2003 - 04 | Top 16                           | 14   | 5    | 0   | 9   | 306     | 362     | -56      | 24     | 7e de la Poule 2                            | Non qualifié              | -                     | -               | Stade français Paris    |                                                                        |
| 2004 - 05 | Top 16                           | 30   | 7    | 2   | 21  | 580     | 842     | -262     | 42     | 14e                                         | Relégué                   | -                     | -               | Biarritz olympique      | Relégation en Fédérale 1 4                                             |
| 2005 - 06 | Fédérale 1                       | 14 6 | 11 5 | 0 0 | 3 1 | 276 127 | 169 69  | +107 +58 | 36 16  | 1er de la Poule 2' 1er de la Poule 5        | Petite finale (Jean Prat) | RC Nîmes              | 32 - 25         | UA Gaillac              | Promotion en Pro D2                                                    |
| 2006 - 07 | Pro D2                           | 30   | 10   | 2   | 18  | 506     | 600     | -94      | 55     | 14e                                         | Non qualifié              | -                     | -               | FC Auch                 |                                                                        |
| 2007 - 08 | Pro D2                           | 30   | 16   | 2   | 12  | 506     | 454     | +52      | 77     | 8e                                          | Non qualifié              | -                     | -               | RC Toulon               |                                                                        |
| 2008 - 09 | Pro D2                           | 30   | 11   | 1   | 18  | 416     | 469     | -53      | 60     | 10e                                         | Non qualifié              | -                     | -               | Racing Métro 92         |                                                                        |
| 2009 - 10 | Pro D2                           | 30   | 16   | 5   | 9   | 547     | 438     | +109     | 84     | 6e                                          | Non qualifié              | -                     | -               | SU Agen                 |                                                                        |
| 2010 - 11 | Pro D2                           | 30   | 19   | 4   | 7   | 767     | 505     | +262     | 99     | 2e                                          | Demi-finale               | Union Bordeaux Bègles | 12 - 19         | Lyon OU                 |                                                                        |
| 2011 - 12 | Pro D2                           | 30   | 22   | 1   | 7   | 727     | 398     | +329     | 105    | 1er                                         | N/A                       | -                     | -               | FC Grenoble             | Promotion en Top 14                                                    |
| 2012 - 13 | Top 14                           | 26   | 12   | 0   | 14  | 480     | 606     | -126     | 54     | 11e                                         | Non qualifié              | -                     | -               | Castres olympique       |                                                                        |
| 2013 - 14 | Top 14                           | 26   | 11   | 2   | 13  | 465     | 625     | -160     | 53     | 11e                                         | Non qualifié              | -                     | -               | RC Toulon               |                                                                        |
| 2014 - 15 | Top 14                           | 26   | 11   | 0   | 15  | 626     | 735     | -109     | 53     | 11e                                         | Non qualifié              | -                     | -               | Stade français Paris    |                                                                        |
| 2015 - 16 | Top 14                           | 26   | 10   | 0   | 16  | 605     | 779     | -174     | 47     | 10e                                         | Non qualifié              | -                     | -               | Racing 92               |                                                                        |
| 2016 - 17 | Top 14                           | 26   | 7    | 1   | 18  | 611     | 852     | -241     | 38     | 13e                                         | Relégué                   | -                     | -               | ASM Clermont Auvergne   | Relégation en Pro D2                                                   |
| 2017 - 18 | Pro D2                           | 30   | 20   | 1   | 9   | 775     | 667     | +108     | 88     | 3e                                          | Finale                    | USA Perpignan         | 13 - 38         | USA Perpignan           | Promotion en Top 14 5                                                  |
| 2018 - 19 | Top 14                           | 26   | 5    | 2   | 19  | 448     | 691     | -243     | 29     | 13e                                         | Relégué                   | -                     | -               | Stade toulousain        | Relégation en Pro D2 6                                                 |
| 2019 - 20 | Pro D2                           | 23   | 14   | 1   | 8   | 572     | 399     | +173     | 67     | 3e                                          | -                         | -                     | -               | -                       | Saison interrompue                                                     |
| 2020 - 21 | Pro D2                           | 30   | 16   | 1   | 13  | 666     | 594     | +72      | 75     | 6e                                          | Barrage                   | Biarritz olympique    | 14 - 41         | USA Perpignan           |                                                                        |
| 2021 - 22 | Pro D2                           | 30   | 11   | 3   | 16  | 619     | 653     | -34      | 56     | 12e                                         | -                         | -                     | -               | Aviron bayonnais        |                                                                        |
| 2022 - 23 | Pro D2                           | 30   | 19   | 3   | 8   | 672     | 588     | +84      | 90(-3) | 2e                                          | Finale                    | Oyonnax rugby         | 3 - 14          | Oyonnax rugby           | 7                                                                      |
| 2023 - 24 | Pro D2                           | 30   | 19   | 0   | 11  | 826     | 694     | +132     | 87(-8) | 4e                                          | Finale                    | RC Vannes             | 9 - 16          | RC Vannes               | 8                                                                      |
| 2024 - 25 | Pro D2                           | 30   | 21   | 0   | 9   | 987     | 677     | +310     | 98     | 1er                                         | Finale                    | US Montauban          | 19 - 24         | US Montauban            | 9                                                                      |

- -3[9] : Points de pénalité
- -8[10] : Points de pénalité

1 Malgré le résultat nul, le SU Agen est qualifié à la faveur du nombre d'essais inscrits.

2 Le FC Grenoble affronte la Section paloise dans le cadre d'un match de barrage. Il s'incline 21 à 33 après prolongation (21 - 21 à la fin du temps réglementaire) et doit descendre en Pro D2 pour la saison 2001-2002,.

3 Les deux premiers de la saison régulière sont à cette époque les seuls qualifiés en Top 16.

4 À l'issue de la saison régulière, le FC Grenoble est relégué sportivement en Pro D2. Mais en raison d'un déficit avéré de 3,64 millions d'euros, la DNACG refuse son engagement dans cette ligue et le club se voit relégué administrativement en Fédérale 1.

5 Malgré son échec en finale, le FC Grenoble est promu en division supérieure à la faveur de son succès 47-22 en barrage d'accession face au 13e du Top 14, l'US Oyonnax.

6 Le FC Grenoble est relégué en division inférieure à la suite de sa défaite 22-28 en barrage d'accession face au finaliste de la Pro D2, le CA Brive.

‌7 Après son échec en finale, le FC Grenoble n'est pas promu en division supérieure à la suite de son échec 19-33 en barrage d'accession face au 13e du Top 14, l'USA Perpignan.

‌8 Après son échec en finale, le FC Grenoble n'est pas promu en division supérieure à la suite de son échec 18-20 en barrage d'accession face au 13e du Top 14, le Montpellier HR.

‌9 Après son échec en finale, le FC Grenoble n'est pas promu en division supérieure à la suite de son échec 11-13 en barrage d'accession face au 13e du Top 14, l'USA Perpignan.

## Challenge Yves du Manoir
| Saison    | Compétition              | Rang                          | Adversaire                         | Score   | Vainqueur de la compétition        | Note             |
| --------- | ------------------------ | ----------------------------- | ---------------------------------- | ------- | ---------------------------------- | ---------------- |
| 1959 - 60 | Challenge Yves du Manoir |                               |                                    |         | Stade montois                      |                  |
| 1960 - 61 | Challenge Yves du Manoir | Quart de finale               | AS Béziers                         | 3 - 9   | Stade montois                      |                  |
| 1961 - 62 | Challenge Yves du Manoir | Quart de finale               | FC Lourdes                         | 14 - 14 | Stade montois                      |                  |
| 1962 - 63 | Challenge Yves du Manoir |                               |                                    |         | SU Agen                            |                  |
| 1963 - 64 | Challenge Yves du Manoir | Quart de finale               | US Dax                             | 5 - 6   | AS Béziers                         |                  |
| 1964 - 65 | Challenge Yves du Manoir | Exclu en cours de compétition |                                    |         | US Cognac                          |                  |
| 1965 - 66 | Challenge Yves du Manoir |                               |                                    |         | FC Lourdes                         |                  |
| 1966 - 67 | Challenge Yves du Manoir |                               |                                    |         | FC Lourdes                         |                  |
| 1967 - 68 | Challenge Yves du Manoir | Quart de finale               | FC Lourdes                         | 6 - 11  | RC Narbonne                        |                  |
| 1968 - 69 | Challenge Yves du Manoir | Finale                        | US Dax                             | 12 - 24 | US Dax                             | 1re finale       |
| 1969 - 70 | Challenge Yves du Manoir | Demi-finale                   | RC Toulon                          | 3 - 9   | RC Toulon                          |                  |
| 1970 - 71 | Challenge Yves du Manoir |                               |                                    |         | US Dax                             |                  |
| 1971 - 72 | Challenge Yves du Manoir |                               |                                    |         | AS Béziers                         |                  |
| 1972 - 73 | Challenge Yves du Manoir |                               |                                    |         | RC Narbonne                        |                  |
| 1974 - 75 | Challenge Yves du Manoir |                               |                                    |         | AS Béziers                         |                  |
| 1975 - 76 | Challenge Yves du Manoir |                               |                                    |         | AS Montferrand                     |                  |
| 1976 - 77 | Challenge Yves du Manoir | 8e de finale                  | SU Agen                            | 15 - 47 | AS Béziers                         |                  |
| 1977 - 78 | Challenge Yves du Manoir |                               |                                    |         | AS Béziers                         |                  |
| 1978 - 79 | Challenge Yves du Manoir |                               |                                    |         | RC Narbonne                        |                  |
| 1979 - 80 | Challenge Yves du Manoir |                               |                                    |         | Aviron bayonnais                   |                  |
| 1980 - 81 | Challenge Yves du Manoir |                               |                                    |         | FC Lourdes                         |                  |
| 1981 - 82 | Challenge Yves du Manoir | 8e de finale                  | Section paloise                    | 9 - 17  | US Dax                             |                  |
| 1982 - 83 | Challenge Yves du Manoir |                               |                                    |         | Sporting union Agen Lot-et-Garonne |                  |
| 1983 - 84 | Challenge Yves du Manoir | Huitième de finale            | Stadoceste tarbais                 | 3 - 9   | AS Béziers                         |                  |
| 1984 - 85 | Challenge Yves du Manoir | 8e de finale                  | Stade toulousain                   | 16 - 35 | RRC Nice                           |                  |
| 1985 - 86 | Challenge Yves du Manoir | Finale                        | AS Montferrand                     | 15 - 22 | AS Montferrand                     | 2e finale        |
| 1986 - 87 | Challenge Yves du Manoir | Vainqueur                     | Sporting union Agen Lot-et-Garonne | 26 - 7  | FC Grenoble                        | 3e finale        |
| 1987 - 88 | Challenge Yves du Manoir | Demi-finale                   | US Dax                             | 9 - 13  | Stade toulousain                   |                  |
| 1988 - 89 | Challenge Yves du Manoir | 8e de finale                  | SC Graulhet                        | 9 - 18  | RC Narbonne                        |                  |
| 1990 - 90 | Challenge Yves du Manoir | Finale                        | RC Narbonne                        | 19 - 24 | RC Narbonne                        | 4e finale        |
| 1990 - 91 | Challenge Yves du Manoir |                               |                                    |         | RC Narbonne                        |                  |
| 1991 - 92 | Challenge Yves du Manoir | Demi-finale                   | RC Narbonne                        | 9 - 15  | Sporting union Agen Lot-et-Garonne |                  |
| 1992 - 93 | Challenge Yves du Manoir | Quart de finale               | Castres olympique                  | 6 - 20  | Stade toulousain                   |                  |
| 1993 - 94 | Challenge Yves du Manoir |                               |                                    |         | USA Perpignan                      |                  |
| 1994 - 95 | Challenge Yves du Manoir |                               |                                    |         | Stade toulousain                   |                  |
| 1995 - 96 | Challenge Yves du Manoir | Quart de finale               | AS Montferrand                     | 15 - 27 | CA Brive                           | Dernière édition |

## Coupe de France,Coupe de la ligueetChallenge Sud-Radio
| Saison    | Compétition         | Rang            | Adversaire          | Score           | Vainqueur de la compétition | Note             |
| --------- | ------------------- | --------------- | ------------------- | --------------- | --------------------------- | ---------------- |
| 1950 - 51 | Coupe de France     | Quart de finale | Section paloise     | 8 - 11          | FC Lourdes                  |                  |
| 1984 - 85 | Coupe de France     | Demi-finale     | RC Narbonne         | 22 - 42         | RC Narbonne                 |                  |
| 1985 - 86 | Coupe de France     | Demi-finale     | AS Béziers          | 15 - 21         | AS Béziers                  |                  |
| 1996 - 97 | Coupe de France     | 8e de finale    | RC Nîmes            |                 | Section paloise             |                  |
| 1997 - 98 | Coupe de France     | 32e de finale   | RRC Nice            |                 | Stade toulousain            |                  |
| 1998 - 99 | Coupe de France     | 32e de finale   | Stade rochelais     |                 | Stade français CASG         |                  |
| 1999 - 00 | Coupe de France     |                 |                     |                 | Biarritz olympique          | Dernière édition |
| 2000 - 01 | Coupe de la ligue   | Quart de finale | Section paloise     | 17 - 44         | AS Montferrand              |                  |
| 2001 - 02 | Coupe de la ligue   | 16e de finale   | CS Bourgoin-Jallieu | 14 - 60 10 - 43 | Stade rochelais             |                  |
| 2002 - 03 | Coupe de la ligue   | 8e de finale    | USA Perpignan       | 17 - 30         | Stade rochelais             | Dernière édition |
| 2003 - 04 | Challenge Sud-Radio |                 |                     |                 | Castres olympique           | Dernière édition |

## Compétitions européennes
| Saison    | Compétition        | MJ  | V   | N   | D   | PP  | PC  | Diff. | Pts | Class.            | Playoff         | Adversaire final  | Score             | Vainqueur de la compétition |
| --------- | ------------------ | --- | --- | --- | --- | --- | --- | ----- | --- | ----------------- | --------------- | ----------------- | ----------------- | --------------------------- |
| 1997 - 98 | Challenge européen | 6   | 1   | 0   | 5   | 112 | 205 | -93   | 2   | 3e de la Poule 6  | Non qualifié    | -                 | -                 | US Colomiers                |
| 1999 - 00 | Heineken Cup       | 6   | 3   | 0   | 3   | 110 | 140 | -30   | 6   | 2e de la Poule 6  | Non qualifié    | -                 | -                 | Northampton Saints          |
| 2000 - 01 | Challenge européen | 6   | 2   | 0   | 4   | 120 | 166 | -46   | 4   | 4e de la Poule 3  | Non qualifié    | -                 | -                 | Harlequins                  |
| 2002 - 03 | Bouclier européen  | N/A | N/A | N/A | N/A | N/A | N/A | N/A   | N/A | N/A               | 8e de finale    | Castres olympique | 13 - 14 / 30 - 31 | Castres olympique           |
| 2003 - 04 | Challenge européen | N/A | N/A | N/A | N/A | N/A | N/A | N/A   | N/A | N/A               | 8e de finale    | AS Béziers        | 15 - 19 / 6 - 10  | Harlequins                  |
| 2004 - 05 | Challenge européen | N/A | N/A | N/A | N/A | N/A | N/A | N/A   | N/A | N/A               | Quart de finale | Connacht          | 21 - 26 / 3 - 19  | Sale Sharks                 |
| 2012 - 13 | Challenge européen | 6   | 4   | 0   | 2   | 173 | 81  | 92    | 20  | 2e de la Poule 5  | Non qualifié    | -                 | -                 | Leinster                    |
| 2013 - 14 | Challenge européen | 6   | 2   | 1   | 3   | 118 | 158 | -40   | 12  | 3e de la Poule 4  | Non qualifié    | -                 | -                 | Northampton Saints          |
| 2014 - 15 | Challenge européen | 6   | 2   | 0   | 4   | 161 | 160 | 1     | 12  | 3e de la Poule 1  | Non qualifié    | -                 | -                 | Gloucester RFC              |
| 2015 - 16 | Challenge européen | 6   | 5   | 0   | 1   | 187 | 154 | 33    | 22  | 1er de la Poule 5 | Demi finale     | Harlequins        | 6 - 30            | Montpellier Hérault rugby   |
| 2016 - 17 | Challenge européen | 6   | 1   | 0   | 5   | 74  | 303 | -229  | 5   | 4e de la Poule 2  | Non qualifié    | -                 | -                 | Stade français Paris        |
| 2018 - 19 | Challenge européen | 6   | 2   | 0   | 4   | 92  | 159 | -67   | 9   | 3e de la Poule 5  | Non qualifié    | -                 | -                 | ASM Clermont                |

‌